# 特蕾西·克罗斯
特蕾西·克罗斯（英語：Tracey Cross，1972年12月4日—），澳大利亚女子游泳运动员。她曾代表澳大利亚参加1992年、1996年和2000年夏季残疾人奥林匹克运动会游泳比赛，获得四枚金牌、五枚银牌和一枚铜牌。